# Gorillaz (àlbum)
Gorillaz és l'àlbum epònim de debut de la banda de virtual Gorillaz. La seva publicació es va produir el 26 de març de 2001 mitjançant les discogràfiques Parlophone i Virgin i es van llançar quatre senzills. L'àlbum va arribar a la tercera posició en la llista britànica d'àlbums i se'n van vendre més de set milions de còpies.
Durant tot l'àlbum, el grup va experimentar amb combinacions de diferents gèneres musicals, alguns força distants que inclouen hip-hop, rock, punk, música llatinoamericana i reggae. Algunes cançons utilitzen samples d'antics èxits de The Specials, Raymond Scott, o de la pel·lícula Day of the Dead.
Juntament amb els senzills de l'àlbum, també es va llançar un videoclip promocional de l'EP Tomorrow Comes Today, publicat anteriorment a Gorillaz.

## Llista de cançons
| Núm.          | Títol                                                      | Composició                                  | Durada |
| ------------- | ---------------------------------------------------------- | ------------------------------------------- | ------ |
| 1.            | «Re-Hash» (feat. Miho Hatori)                              | Damon Albarn                                | 3:38   |
| 2.            | «5/4»                                                      | Albarn                                      | 2:41   |
| 3.            | «Tomorrow Comes Today»                                     | Albarn                                      | 3:13   |
| 4.            | «New Genious (Brother)»                                    | Albarn, Odetta Gordon                       | 3:57   |
| 5.            | «Clint Eastwood» (feat. Del tha Funkee Homosapien)         | Albarn, Teren Jones                         | 5:41   |
| 6.            | «Man Research (Clapper)»                                   | Albarn                                      | 4:29   |
| 7.            | «Punk»                                                     | Albarn                                      | 1:36   |
| 8.            | «Sound Check (Gravity)»                                    | Albarn                                      | 4:40   |
| 9.            | «Double Bass»                                              | Albarn                                      | 4:44   |
| 10.           | «Rock the House» (feat. Del tha Funkee Homosapien)         | Albarn, Jones, Dan Nakamura, John Dankworth | 4:09   |
| 11.           | «19-2000» (feat. Miho Hatori i Tina Weymouth)              | Albarn                                      | 3:27   |
| 12.           | «Latin Simone (¿Qué Pasa Contigo?)» (feat. Ibrahim Ferrer) | Albarn, Ibrahim Ferrer, Lázaro Villa        | 3:36   |
| 13.           | «Starshine»                                                | Albarn                                      | 3:31   |
| 14.           | «Slow Country»                                             | Albarn                                      | 3:35   |
| 15.           | «M1 A1»                                                    | Albarn, John Harrison                       | 3:55   |
| Durada total: | Durada total:                                              | Durada total:                               | 56:42  |

### Cançons extres
| 16. | «Clint Eastwood» (Ed Case and Sweetie Irie refix edit) | Dan the Automator, Albarn | 3:42 |
| 17. | «19-2000» (Soulchild remix)                            | Albarn                    | 3:33 |

| 16. | «Dracula»                                         | Albarn                                                   | 4:44 |
| 17. | «Left Hand Suzuki Method»                         | Albarn, Mel London, Ellas McDaniel, McKinley Morganfield | 3:12 |
| 18. | «19-2000» (Soulchild remix)                       | Albarn                                                   | 3:33 |
| 19. | «Clint Eastwood» (Ed Case and Sweetie Irie refix) | Albarn, Jones                                            | 4:28 |

## Personal

### Fictici
- Stuart Pot (acreditat com "2D" i amb veu de Damon Albarn) - cantant i teclats
- Noodle (amb veu de Miho Hatori i Tina Weymouth) - veus i guitarra
- Murdoc Niccals (amb veu de Phil Cornwell) - baix
- Russel Hobbs - bateria i percussió

### Real
- Del tha Funkee Homosapien - veu invitada a "Clint Eastwood" i "Rock the House"
- Ibrahim Ferrer - veu invitada a "Latin Simone (¿Qué Pasa Contigo?)"